# Emertonella emertoni
Emertonella emertoni là một loài nhện trong họ Theridiidae.
Loài này thuộc chi Emertonella. Emertonella emertoni được Elizabeth Bangs Bryant miêu tả năm 1933.